# Juan Roso Mosquera
Juan Roso Mosquera Prado (Coclé, 29 de enero de 1994) es un saltador de longitud y triple saltador panameño.

## Biografía
Es oriundo de Coclé. En competencias específicas por edades, tuvo éxito en competencias regionales centroamericanas. Terminó quinto en salto de longitud, grupo A (13º en total) en los Juegos Olímpicos de la Juventud de 2010, y en el Campeonato Mundial Juvenil de 2011 terminó sexto sin llegar a la final de la competición de triple salto. Sus tres medallas de oro en los Juegos CODICADER 2011 también fueron reseñadas por los medios panameños, además de un récord de campeonato con un «salto de 15 metros» en el triple salto.
Sus marcas personales oficiales como atleta sub-18 fueron 7,34 metros y 14,59 metros respectivamente. Como atleta senior, Mosquera ganó la medalla de oro en el Campeonato Centroamericano de 2012, donde también obtuvo una medalla de plata en el relevo 4 x 100 metros y un 5° lugar en el salto triple. En el Campeonato Centroamericano de 2013 se llevó un oro en relevos, una plata en salto de longitud y un bronce en salto triple. En los Juegos Centroamericanos de 2013 se llevó la plata en salto triple, así como un bronce en salto de longitud detrás de sus compatriotas Irving Saladino y Jhamal Bowen. Otro Campeonato Centroamericano en 2014 le valió un bronce en triple salto y un quinto lugar en relevos. Su última medalla específica por edad fue la medalla de bronce en el Campeonato Sudamericano Sub-23 de 2014. Sus mejores marcas personales como atleta sub-20 fueron 7,45 y 15,01 metros respectivamente, ambas logradas en 2013.
Mosquera ganó el Campeonato Centroamericano de 2015 y terminó séptimo en el Campeonato Sudamericano de 2015, se llevó dos medallas de oro en el Campeonato Centroamericano de 2016 (salto de longitud y relevos). Con una posición baja en el salto triple en el Campeonato Centroamericano de 2016, se recuperó en 2017 para saltar 15,44 metros sin información de viento en la Ciudad de Panamá, luego terminó octavo en el Campeonato Centroamericano de 2017, quinto en los Juegos Centroamericanos de 2017 y octavo en los Juegos Bolivarianos de 2017, este último con la mejor marca de su vida de 15,04 metros. En salto de longitud, ganó una medalla de bronce en el Campeonato Centroamericano de 2017, la medalla de oro en el Campeonato Centroamericano de 2018 en la mejor marca de su vida de 7,73 metros y terminó octavo en los Juegos Centroamericanos y del Caribe de 2018. Luego de varios años alejado de la competencia regresó con un 8° lugar en el Campeonato Centroamericano 2021.